# Ralf Sträßer
Ralf Sträßer (* 20. června 1958 Berlín) je bývalý východoněmecký fotbalista, útočník.

## Fotbalová kariéra
Ve východoněmecké oberlize hrál za Berliner FC Dynamo, 1. FC Union Berlin a FC Carl Zeiss Jena. Nastoupil ve 179 ligových utkáních a dal 37 gólů. S Berliner FC Dynamo získal šestkrát mistrovský titul. V Poháru mistrů evropských zemí nastoupil v 15 utkáních, v Poháru vítězů pohárů nastoupil ve 4 utkáních a dal 2 góly v Poháru UEFA nastoupil ve 2 utkáních. Za reprezentaci Východního Německa (NDR) nastoupil v letech 1982-1986 ve 4 utkáních.

## Ligová bilance
| Ročník           | Zápasy | Góly | Klub               |
| ---------------- | ------ | ---- | ------------------ |
| I. liga 1977/78  | 16     | 2    | Berliner FC Dynamo |
| I. liga 1977/78  | 9      | 5    | Berliner FC Dynamo |
| I. liga 1978/79  | 18     | 4    | Berliner FC Dynamo |
| I. liga 1979/80  | 22     | 7    | Berliner FC Dynamo |
| I. liga 1980/81  | 24     | 6    | Berliner FC Dynamo |
| I. liga 1981/82  | 26     | 7    | Berliner FC Dynamo |
| I. liga 1982/83  | 24     | 8    | Berliner FC Dynamo |
| I. liga 1983/84  | 5      | 0    | Berliner FC Dynamo |
| II. liga 1984/85 | 34     | 20   | 1. FC Union Berlin |
| I. liga 1985/86  | 25     | 14   | 1. FC Union Berlin |
| I. liga 1986/87  | 20     | 5    | 1. FC Union Berlin |
| I. liga 1987/88  | 14     | 2    | FC Carl Zeiss Jena |
| I. liga 1988/89  | 23     | 8    | FC Carl Zeiss Jena |
| CELKEM I. liga   | 226    | 68   |                    |